# Полія Друмонда
Полія Друмонда (Pohlia drummondii) — вид мохів порядку головмохальних (Bryales).

## Поширення
Батьківщиною є Європа, Північна Америка, Південна Америка, Азія, Австралія, Антарктида.
Населяє кислий відносно багатий гумусом ґрунт, альпійську тундру, береги струмків, узбіччя; від низьких до високих висот.

## Характеристика
Рослини середнього розміру, від темно-зелених до червонуватих, глянцеві. Стебла 0.5–3.5 см. Листки ± розлогі, від ланцетних до яйцювато-ланцетних, 0.9–1.5 мм; краї від зубчастих до зубчастих у дистальній 1/3. Спеціалізоване нестатеве розмноження зазвичай присутнє в безплідному стані; пазушні геми поодинокі, бульбоподібні, вишнево-червоні, ± чорні, коли сухі. Вид дводомний. Коробочкові ніжки оранжево-коричневі. Коробочка нахилена під кутом 95–180°, від коричневого до солом'яного забарвлення, грушоподібна. Спори 16–21 мкм, дрібно шорсткі.